# XXX symfonia (KV 202)
XXX Symfonia D-dur (KV 202) − symfonia skomponowana przez Wolfganga Amadeusa Mozarta, ukończona 5 maja 1774 w Salzburgu. Ostatnia tzw. symfonia salzburska.

## CzęściSymfonii
1. Molto allegro (D-dur), 3/4, 207 taktów
2. Andantino con moto (A-dur), 2/4, 74 takty
3. Menuetto. Trio (D-dur, G-dur), 3/4, 60 taktów
4. Presto (D-dur), 2/4, 219 taktów

## Instrumentacja
- 2 oboje
- 2 rogi
- kwintet smyczkowy